# Pietro Maria Bardi
Pietro Maria Bardi (La Spezia, 21 febbraio 1900 – San Paolo, 1º ottobre 1999) è stato un giornalista, critico d'arte e gallerista italiano.

## Biografia
Negli anni '20 iniziò la carriera giornalistica, scrivendo d'arte per la Gazzetta di Genova e il Corriere della Sera e nel 1929 fondò la rivista Il Belvedere. 

Iniziò la sua attività di gallerista a Milano nel 1924 con la Galleria dell'Esame, e nel 1929 divenne direttore della Galleria di Roma, in via Vittorio Veneto 7, in Palazzo Coppedè.
Anche se di fede fascista fu autore nel 1931 della Tavola degli orrori che fu presentata alla Seconda Esposizione di Architettura Razionale: la provocatoria opera - un collage di opere passatiste di Marcello Piacentini, Armando Brasini, Cesare Bazzani e di altri affermati architetti ostili al Movimento moderno - provocò tensioni politiche tali da provocare lo scioglimento del MIAR.
Nel 1933 fondò e diresse, assieme a Massimo Bontempelli, la cosmopolita rivista "Quadrante", "mensile di arte, lettere e vita" - con l'appoggio anche finanziario di Mario Radice, Giuseppe Terragni, Virginio Ghiringhelli, configurandola come organo della cultura architettonica razionalista e di matrice astrattista, stabilendo una vasta rete di rapporti internazionali, ospitando gli interventi di Le Corbusier, Gropius, Breuer, Léger.
Nel 1933 organizzò l'esposizione l'Architettura Italiana d'oggi a Buenos Aires, presentando un approccio alternativo a quei movimenti concorrenti, offrendo un bilanciamento tra modernità e nazionalismo. 
Un elemento importante era sicuramente la sua vicinanza al regime fascista, infatti la mostra rispondeva anche alla politica di propaganda messa in atto dal regime al fine di "agganciare" gli espatriati Italiani in America Latina. Gli effetti però non furono quelli desiderati.
Nel 1938 realizzò con Pier Luigi Nervi il Progetto per il padiglione della Civiltà Italiana per l'Esposizione Universale di Roma..
Emigrato in Sudamerica alla fine della seconda guerra mondiale - come altre personalità di rilievo legate al regime fascista - istituì in Brasile nel 1947 con la seconda moglie, l'architetto Lina Bo Bardi, e l'attrice Nydia Licia, il MASP (Museu de Arte de São Paulo),, del quale fu curatore per 45 anni.

## Archivio
L'archivio di Pietro Maria Bardi fu affidato nel 1983 al professor Riccardo Mariani, e conservato presso la Triennale di Milano, in attesa del suo riordino e in vista di una esposizione presso la stessa Triennale. Nel 1986, seguendo gli accordi originariamente stipulati, l'archivio fu depositato dallo stesso prof. Bardi presso l'Archivio Centrale dello Stato, dove rimase fino al novembre 1989. Nel frattempo il Comune di Milano ricevette l'archivio in donazione e decadde così il deposito a Roma. Le carte Bardi furono di conseguenza trasferite nel 1990 presso l'Assessorato del Comune di Milano e successivamente presso l'Archivio Storico Civico dello stesso Comune.
L'archivio è costituito da carteggi, lettere e cartoline autografe, circolari, ritagli di stampa, volantini, manifesti, fotografie, collezioni di giornali, cataloghi, disegni originali, libri ed opuscoli, frutto dei rapporti tra Bardi e le personalità della cultura dell'epoca compresa tra il 1917 e gli anni Cinquanta. Tra gli altri, personaggi quali De Chirico, Cagli, Cardarelli, Levi, Savinio, Ungaretti, Carrà, Pound, Morandi, Le Corbusier.

## Opere
- Carrà e Soffici: 102 tavole e referenze, 1930
- Un fascista al paese dei Soviet, 1933
- La strada e il volante, 1936 (romanzo)
- New Brazilian Art, 1970
- Viaggio nell'architettura, 1971
- L'architettura in Italia (1919-1943), 1972
- Arte brasileira, 1980